# العلاقات البيلاروسية الموزمبيقية
العلاقات البيلاروسية الموزمبيقية هي العلاقات الثنائية التي تجمع بين روسيا البيضاء وموزمبيق.

## مقارنة بين البلدين
هذه مقارنة عامة ومرجعية للدولتين:
| وجه المقارنة                                              | روسيا البيضاء                    | موزمبيق          |
| --------------------------------------------------------- | -------------------------------- | ---------------- |
| المساحة (كم2)                                             | 207.60 ألف                       | 801.59 ألف       |
| عدد السكان (نسمة)                                         | 9.50 مليون                       | 29.67 مليون      |
| الكثافة السكانية (ن./كم²)                                 | 45.76                            | 37.01            |
| العاصمة                                                   | مينسك                            | مابوتو           |
| اللغة الرسمية                                             | اللغة البيلاروسية، اللغة الروسية | اللغة البرتغالية |
| العملة                                                    | روبل بلاروسي                     | متكال موزمبيقي   |
| الناتج المحلي الإجمالي (بليون دولار)                      | 54.44 مليار                      | 12.33 مليار      |
| الناتج المحلي الإجمالي (تعادل القوة الشرائية) بليون دولار | 168.35 مليار                     | 33.35 مليار      |
| الناتج المحلي الإجمالي الاسمي للفرد دولار أمريكي          | 5.74 ألف                         | 529              |
| الناتج المحلي الإجمالي للفرد دولار أمريكي                 | 18.18 ألف                        | 1.13 ألف         |
| مؤشر التنمية البشرية                                      | 0.798                            | 0.416            |
| رمز المكالمات الدولي                                      | +375                             | +258             |
| رمز الإنترنت                                              | .by، .бел                        | .mz              |
| المنطقة الزمنية                                           | ت ع م+03:00                      | ت ع م+02:00      |

## منظمات دولية مشتركة
يشترك البلدان في عضوية مجموعة من المنظمات الدولية، منها:
| علم المنظمة | اسم المنظمة                               | تاريخ انضمام روسيا البيضاء | تاريخ انضمام موزمبيق |
| ----------- | ----------------------------------------- | -------------------------- | -------------------- |
|             | الاتحاد البريدي العالمي                   | ?                          | ?                    |
|             | منظمة حظر الأسلحة الكيميائية              | ?                          | ?                    |
|             | الأمم المتحدة                             | 24 أكتوبر 1945             | 16 سبتمبر 1975       |
|             | وكالة ضمان الاستثمار متعدد الأطراف        | 3 ديسمبر 1992              | 23 نوفمبر 1994       |
|             | منظمة الشرطة الجنائية الدولية             | ?                          | ?                    |
|             | مؤسسة التمويل الدولية                     | 2 نوفمبر 1992              | 24 سبتمبر 1984       |
|             | الاتحاد الدولي للاتصالات                  | 7 مايو 1947                | 4 نوفمبر 1975        |
|             | البنك الدولي للإنشاء والتعمير             | 10 يوليو 1992              | 24 سبتمبر 1984       |
|             | المركز الدولي لتسوية المنازعات الاستشارية | 9 أغسطس 1992               | 7 يوليو 1995         |
|             | يونسكو                                    | 12 مايو 1954               | 11 أكتوبر 1976       |

## وصلات خارجية
- موقع وزارة الخارجية البيلاروسية
- موقع وزارة الخارجية الموزمبيقية